# 関西大学先端科学技術推進機構
関西大学先端科学技術推進機構（かんさいだいがくせんたんかがくぎじゅつすいしんきこう、英称：Organization for Research ＆ Development of Innovative Science ＆ Technology）は、関西大学に設置されている研究機関の一つ。
略称は、「先端機構」、「ORDIST」。

## 概要
関西大学先端科学技術推進機構（略称；先端機構、ORDIST）は、学内外の研究者・機関との共同研究やプロジェクト研究をはじめとする多様な形態の産学官連携活動を目的とする全学組織である。
先端機構（ORDIST）は、4研究部門と5つの研究センターからなり、既存の大学内組織を越えた研究チームの形成と、先端的な理工学研究・開発を推進している。
研究部門は「新物質・機能素子・生産技術（略称；N）」、「情報・通信・電子（I）」、「生命・人間・ロボティクス（B）」、「環境・エネルギー・社会（E）」で構成されている。
先端機構は、研究成果の情報発信にも力を入れており、例年1 月に「関西大学先端科学技術シンポジウム」を開催し、研究シーズと各年間の成果を広く公開している。

## 沿革
- 1964年 - 関西大学に工業技術研究所を開設。産学協同のパイオニアとして活動開始。
- 1996年 - ハイテク・リサーチ・センターの開設（~2011年度末　事業終了）。
- 1997年 - 学術フロンティア・センターの開設（~2011年度末　事業終了）。
- 2002年 - 工業技術研究所が「先端科学技術推進機構」に改編。
- 2004年 - 医工薬連携研究センター開設。産学連携研究センター開設（~2011年度末　事業終了）。
- 2005年 - 社会連携推進本部を開設。
- 2008年 - 地域再生センターを開設。社会連携推進本部が社会連携部に改編。
- 2009年 - 工学研究科が理工学研究科に改編。
- 2012年 - 戦略研究総合センターの開設。
- 2014年 - 創設50周年。
- 2016年 - 社会空間情報科学研究センターの開設。
- 2021年 - 関大メディカルポリマー研究センターの開設。
- 2023年 - 戦略研究総合センターが「戦略的研究推進センター」に改編。

## 先端科学技術推進機構 機構長
- 鶴田浩章